# 堪薩斯州州道支線列表
此列表收錄堪薩斯州各州道支線（spur）。

## 46號堪薩斯州州道
46號堪薩斯州州道（英語：Kansas State Highway 46，簡稱K-46）為一條聯絡賴斯縣小里弗的南北向州級公路支線，全長共計1.315英里（2.116）。46號堪薩斯州州道於1937年首次出現在在州級公路地圖中。此公路已於2013年解編。

## 71號堪薩斯州州道
71號堪薩斯州州道（英語：Kansas State Highway 71，簡稱K-71）位於尼馬哈縣中北部，為一條聯絡伯恩的州級公路支線，西起63號堪薩斯州州道，東至馬修斯大道（Matthews Avenue）與第216路（216th Road）交叉口，全長共計4.581英里（7.372）。

## 76號堪薩斯州州道
76號堪薩斯州州道（英語：Kansas State Highway 76，簡稱K-76）為一條鄰近傑佛遜縣威廉斯敦的州级公路。此公路以威廉斯敦鐵路大道西南角（聯合太平洋鐵路線北方）為起點，沿著橡樹街往北方行經，並且通過四個十字路口，直至24号美国国道／59号美国国道交叉口為止，全長共計0.325英里（0.523）。此公路已於2014年1月6日解編。

## 78號堪薩斯州州道
78號堪薩斯州州道（英語：Kansas State Highway 78，簡稱K-78）位於萊昂縣東北部，為一條聯絡米勒的州級公路支線，南起米勒北邊之道路交叉口，北至阿德邁爾與歐塞奇城之間之56号美国国道，全長共計1.057英里（1.701）。此公路自1936年開始屬於州級公路系統的一部分，1938年1月納編。

## 79號堪薩斯州州道
79號堪薩斯州州道（英語：Kansas State Highway 79，簡稱K-79）位於杰克逊县中北部，為一條聯絡瑟克爾維爾的州級公路支線，南起16號堪薩斯州州道，北至第254路與K路交叉口，全長共計3.561英里（5.731）。

## 80號堪薩斯州州道
80號堪薩斯州州道（英語：Kansas State Highway 80，簡稱K-80）位於克莱县中北部，為一條聯絡摩根維爾的州級公路支線，西起松鴉鷹路（Jayhawk Road）與艾倫街（Allen Street）交叉口，東至15號堪薩斯州州道，全長共計3.816英里（6.141）。

## 84號堪薩斯州州道
84號堪薩斯州州道（英語：Kansas State Highway 84，簡稱K-84）為一條位於葛蘭姆縣的州级公路，北起希爾城西方6英里（9.7）或霍克西東方24.5英里（39.4）的24号美国国道；南至佩諾基，全長共計0.881英里（1.418）。84號堪薩斯州州道在Penokee中部銜接718號縣級公路。84號堪薩斯州州道途中也穿越了所罗门河的支流所羅門南河（所羅門河南支流）。

## 175號堪薩斯州州道
175號堪薩斯州州道（英語：Kansas State Highway 175，簡稱K-175）為一條鄰近麥克弗森縣馬凱特的州级公路。此公路以馬凱特北邊市界為起點，沿第五大道（5th Avenue）往北方行經，直至4號堪薩斯州州道（斯文斯克路）為止，全長共計0.500英里（0.805）。175號堪薩斯州州道行經至公路北端後銜接縣級公路，可通往薩林縣。

## 189號堪薩斯州州道
189號堪薩斯州州道（英語：Kansas State Highway 189，簡稱K-189）為一條位於克勞德縣的州级公路，為連結24号美国国道至米爾頓韋爾之間的公路。公路總長0.915英里（1.473），路線呈南北走向。

## 191號堪薩斯州州道
191號堪薩斯州州道（英語：Kansas State Highway 191，簡稱K-191）為一條鄰近史密斯縣黎巴嫩的州级公路。東起黎巴嫩北方的281號美國國道，西至美國48州地理中心點標誌紀念碑，全長共計0.999英里（1.608）。此公路行經至281號美國國道前經過了數座農場。
191號堪薩斯州州道於1962年首次出現在州級公路地圖中。

## 215號堪薩斯州州道
215號堪薩斯州州道（英語：Kansas State Highway 215，簡稱K-215）為一條位於馬里昂縣南部的州级公路。此公路以15號堪薩斯州州道為起點，往西方行經約二分之一英里直到戈瑟爾西部市界為止 。此公路沿戈瑟爾境內的大街（Main Street）往西方行經，達公路西端後銜接縣級公路。位於戈瑟爾的門諾文化博物館（Mennonite Heritage Museum）正好坐落於215號堪薩斯州州道。此公路於1953年首次出現在堪薩斯州運輸部（Kansas Department of Transportation）的交通地圖中。截至2013年1月，堪薩斯州運輸部提議將215號堪薩斯州州道的里程轉讓予馬里昂縣。

## 241號堪薩斯州州道
241號堪薩斯州州道（英語：Kansas State Highway 241，簡稱K-241）為一條位於埃爾斯沃思縣的州级公路支線。此公路以卡諾波利斯湖州立公園（Kanopolis Lake State Park）為起點，往東行進至韋南戈北方之241號堪薩斯州州道為止。堪薩斯州運輸部於1991年解編此公路。

## 242號堪薩斯州州道
242號堪薩斯州州道（英語：Kansas State Highway 242，簡稱K-242）為一條位於波尼縣的州级公路支線。此公路以拉恩堡國家歷史遺址為起點，往北行進至156號美國國道為止。堪薩斯州運輸部於1984年解編此公路。

## 245號堪薩斯州州道
245號堪薩斯州州道（英語：Kansas State Highway 245，簡稱K-245）為一條位於傑佛遜縣的州级公路支線。此公路以梅里登南方之4號堪薩斯州州道為起點，往北行進至梅里登的魯爾街（Lull Street）為止，全長共計0.330英里（0.531）。此公路於1961年納編，2014年1月3日解編。

## 246號堪薩斯州州道
246號堪薩斯州州道（英語：Kansas State Highway 246，簡稱K-246）為一條位於布朗縣與尼馬哈縣的州级公路支線。西起薩貝薩的75號美國國道，東至莫里爾接羅珊娜街（Roxanna Street），全長共計5.572英里（8.967）。
| 縣                                         | 地點   | 英里  | 公里  | 接點                               | 備註     |
| ------------------------------------------ | ------ | ----- | ----- | ---------------------------------- | -------- |
| 尼馬哈縣–布朗縣 縣界                       | 薩貝薩 | 0.000 | 0.000 | 75號美國國道 (橡實路)—霍爾頓、奧本 | 公路西端 |
| 布朗縣                                     | 莫里爾 | 5.572 | 8.967 | 羅珊娜街                           | 公路東端 |
| 1.000英里＝1.609公里；1.000公里＝0.621英里 |        |       |       |                                    |          |

## 247號堪薩斯州州道
247號堪薩斯州州道（英語：Kansas State Highway 247，簡稱K-247）為一條位於埃利斯縣埃利斯的州级公路，南起埃利斯境內的華盛頓街（Washington Street）與第三街（3rd Street）交叉口，以四車道的形式往北方行經；北至埃利斯北邊市界的70號州際公路／40号美国国道交流道，全長共計0.123英里（0.198）。247號堪薩斯州州道為堪薩斯州州級公路系統中長度最短的州級公路。

## 252號堪薩斯州州道
252號堪薩斯州州道（英語：Kansas State Highway 252，簡稱K-252）為一條位於林肯縣比佛利的州级公路，南起比佛利北邊市界，北至18號堪薩斯州州道，全長共計0.453英里（0.729）。全線均為二車道。

## 267號堪薩斯州州道
267號堪薩斯州州道（英語：Kansas State Highway 267，簡稱K-267）為一條鄰近謝爾曼縣卡諾雷多的州级公路。此公路的起點位於卡諾雷多東南部的70號州際公路／24号美国国道交流道，路線呈南北走向，行經不久即轉為東西走向，並與舊24號美國國道共線，之後行經約半英里直至卡諾雷多東界為止。

## 外部連結
- route56.com: Kansas Highways Routelog （页面存档备份，存于）
- Kansas Highway Maps: Current （页面存档备份，存于）, Historic （页面存档备份，存于）, KDOT